# Буччарелли-Дуччи, Брунетто
Брунетто Буччарелли-Дуччи (итал. Brunetto Bucciarelli-Ducci, 18 июня 1914, Террануова-Браччолини, Королевство Италия — 4 февраля 1994, Ареццо, Италия) — итальянский государственный деятель, председатель Палаты депутатов Италии (1963—1968).

## Биография
В 1937 г. окончил юридический факультет Флорентийского университета. Участвовал во Второй мировой войне. После её окончания работал судьей.
С 1940 по 1972 г. избирался в состав Палаты депутатов итальянского парламента от ХДП. Возглавлял мандатную комиссию.
С 1958 по 1963 г. — заместитель председателя, а с 1963 по 1968 г. — председатель Палаты депутатов.
В 1977—1986 гг. — судья Конституционного суда Италии.

## Награды и звания
Кавалер Большого креста ордена «За заслуги перед Итальянской Республикой» (1976).